# Microsoft Pinball Arcade
Microsoft Pinball Arcade est un jeu vidéo de flipper développé et édité par Microsoft, sorti en 1998 sur Windows et Game Boy Color.

## Système de jeu
Ce jeu propose la reproduction fidèle de sept vrais flippers ayant marqué leur époque au XXe siècle siècle, des années 30 aux années 90, avec notamment le célèbre Haunted House de Gottlieb de 1982. Sur ordinateur, le jeu se joue au clavier, les touches Maj. droite et gauche actionnant les flippers et la barre d'espace permettant de donner des impulsions à la table de jeu.

## Accueil
- GameSpot : 6,2/10[1].
- IGN : 5,2/10[2].
- Jeuxvideo.com : 9/20[3].